# Mátyóc
Mátyóc (szlovákul: Maťovce) Mátyócvajkóc településrésze, korábban önálló község Szlovákiában, a Kassai kerület Nagymihályi járásában.

## Fekvése
Nagykapostól 6 km-re (légvonalban 4,5 km-re) keletre, az ukrán határ mellett fekszik. A mai Mátyócvajkóc keleti településrészét képezi. Északi szélesség: 48° 33' 58"; keleti hosszúság: 22° 08' 33".
Beépített területe 13ha, szántóföldekkel, rétekkel együtt kb. 510ha. Keletről Mátyóc kiterjedt területének határát képezi a szlovák-ukrán államhatár, amelyen egyelőre nem lehet átjárni. Napos és száraz időben Ungvár épületei is láthatóak.

## Története
Neve eredetileg „Porchal” (1279), majd „Matyuch-Porchal (Zigeth)”.
Mai nevén 1427-ben említik először. A falu az ungvári vár uradalmához tartozott.
Lakossága a 17. században felvette a református hitet, imaház és paplak épült. Ezeket később az ellenreformáció hatására lerombolták.
A 18. század végén, 1799-ben Vályi András így ír róla: „MATYÓCZ. Matyovec. Magyar falu Ungvár Várm. földes Ura Orosz Uraság, lakosai többfélék, fekszik Doboruskához nem meszsze, és annak filiája, határja jó, vagyonnyai külömbfélék, el adásra alkalmatos módgyok van.”
Fényes Elek 1851-ben kiadott geográfiai szótárában így ír a faluról: „Mátyócz, magyar-orosz falu, Ungh vármegyében, Dobó-Ruszkához egy órányira, 256 r., 131 g. kath., 12 evang., 100 ref., 23 zsidó lak. F. u. Orosz, Berzeviczy stb.”
1910-ben 523-an, túlnyomórészt magyarok lakták. 1920-ig Ung vármegye Nagykaposi járásához tartozott, majd az új csehszlovák állam része lett. 1938 és 1945 között újra Magyarország része.

## Nevezetességei
- Görögkatolikus temploma 1911-ben épült.

## Híres emberek
- Itt született 1841. augusztus 10-én Banovits Kajetán mérnök, a Közlekedési Múzeum megszervezője és első igazgatója, 1903-1906 között a Magyar Labdarúgó-szövetség elnöke.
- Itt született 1908. szeptember 19-én Árvay György gyógyszerész, méhész, a méhpempő gyógyászati jelentőségének felismerője.

## Kultúra
- Van egy iskolája is, mely egy időre bezárt ugyan, mert kevés gyerek volt, de később újra kinyitott. Most az 1.-4. osztály található meg. A falu gyermekei itt kezdik tanulmányaikat, majd tovább mennek a nagykaposi Erdélyi János Alapiskolába. Bár kicsi a létszám, de a gyerekek nagyon jól érzik magukat. Minden évben tanulnak műsorokat anyák napjára, karácsonyra és év végére. A műsorokat a két tanító segítségével tanulják meg.
- Mátyóc községben is van falunap, melyet augusztus végén tartanak a falubeliek.

## Lásd még
- Mátyócvajkóc
- Vajkóc